# Панджанг Рамбут
Путі Панджанг Рамбут (*д/н — 1470) — 4-я магараджадіраджа Пагаруюнга у 1440—1470 роках. Відома також як Путі Паджанг Рамбут II за загальним рахуванням членів правлячої династії з таким ім'ям. Мала прізвисько Бундо Кандуанг.

## Життєпис
Донька Віджаявармана і Путі Бонгсу (доньки Ананггавармана). Посіла трон 1440 року, але 1441 року під тиском знаті вийшла заміж за буджанга (фінансового сановника) Саламат Панджанг Гомбака. В цьому шлюбі народила сина Шрі Райвана та вдочерила сина чоловіка від наложниці — Шрі Рамаварну. Припускають, що зробила чоловіка й одного з синів своїми співправителями, заклавши основу подальшого триумвірату володарів держави.
За її панування відбувається послаблення центральної влади. Водночас з Індостану починають проникати мусульмани-торгівці, що поширювали в країні іслами. Правителька намагалася підтрмиувати буддизм. Разом з тим вела невдалі війни проти сусідніх держав Рена Секалаві та Сунгай Нгіанг, в якій загинули чоловік та рідний син. На кінець її панування Пагаруюнг втратив значну частку волоіднь й знаходився в кризі.
Померла 1470 року. Владу захопив її названий син Шрі Рамаварна.